# Cnephia intermedia
Cnephia intermedia är en tvåvingeart som beskrevs av Rubtsov 1956. Cnephia intermedia ingår i släktet Cnephia och familjen knott. Inga underarter finns listade i Catalogue of Life.